# ديف دي (مدير فني)
ديف دي (بالإنجليزية: Dave Dye)‏ هو مدير فني أمريكي، ولد في 8 يناير 1945.